# Bridgeport (California)
Bridgeport è un census-designated place capoluogo della Contea di Mono in California. Posta sulla intersezione tra la US 395 e la statale State Route 182 si trova ad un'altitudine di 6463 piedi pari a 1970 metri. La popolazione è di 817 abitanti.
L'ufficio postale aprì nel 1864. Il codice di avviamento postale è 93517.
La città è altresì nota per la sua vicinanza con la città fantasma di Bodie